# Американцы США
Америка́нцы США, америка́нцы (англ. Americans) — народ, составляющий основное население США. Преобладающим является американский вариант английского языка. Большинство верующих — протестанты. Граждане США составляют большинство американцев, но многие лица, имеющие двойное гражданство, экспатрианты и постоянные жители также могут на законных основаниях претендовать на принадлежность к американцам. Соединённые Штаты являются родиной людей многих рас и этнических групп. По этой причине американская культура и закон отождествляют национальность не с расой или этнической принадлежностью, а с гражданством и присягой на верность.
Большинство американцев или их предков иммигрировали в Соединённые Штаты или происходят от людей, которые были привезены в качестве рабов в течение последних пяти столетий, за исключением индейского населения, а также жителей Гавайев, Пуэрто-Рико, Гуама и Филиппинских островов, которые стали американцами в результате расширения США в XIX веке. Кроме того, США расширялись в XX веке за счёт Американского Самоа, Виргинских островов США и Северных Марианских островов.
Помимо Соединённых Штатов, американцы и лица американского происхождения проживают во многих странах мира. По оценкам, до семи миллионов американцев живут за пределами США, составляя американскую диаспору.
Американский «плавильный котёл» был сформирован в значительной мере на основе культуры белых англосаксонских протестантов (white anglo-saxon protestants, WASP). Несмотря на многоэтнический состав американцев, культура, общая для большинства из них, может быть отнесена к основной американской культуре, западной культуре, в значительной степени основанной на традициях североевропейских и западноевропейских колонистов, поселенцев и иммигрантов. Он также включает в себя влияние афроамериканской культуры. Расширение США на запад объединило креолов и каджунов Луизианы и испаноамериканцев Юго-Запада и привело к тесному контакту с культурой Мексики. Масштабная иммиграция в конце XIX — начале XIX веков из Южной и Восточной Европы привнесла множество культурных элементов. Иммиграция из Азии, Африки и Латинской Америки также оказала культурное влияние. Термины «культурный плавильный котёл», или «плюралистическая салатница», описывают способ, которым поколения американцев обменивались отличительными культурными особенностями.
Американская нация характеризуется в научной литературе как исключительно политическая и обусловленная не общей культурой, а только приверженностью общим политическим ценностям.

## История
С XVI века будущая территория США заселялась выходцами из Европы, такими как испанцы, англичане, французы, голландцы и др., которые вытесняли местное индейское население. К концу XVIII века, ко времени Американской революции и образования США (1776) основу американской нации составили потомки английских колонистов. В первой половине XIX века происходила массовая иммиграция из других стран Европы, в особенности из Ирландии и Франции. После Американо-мексиканской войны 1846—1848 годов в состав американцев вошли мексиканцы, которые проживали к югу от Рио-Гранде. После окончания Гражданской войны 1861—1865 годов в американскую нацию были интегрированы афроамериканцы, с начала XX века — также коренные американцы (индейцы).
В ходе расширения США на запад белые американцы осваивали обширные территории индейских племён. Эти племена не были знакомы идеологией национализма, у них не было институтов, способных к мобилизации собственной этничности и эффективному противостоянию экспансии. Вожди коренных американцев оказались не способны к объединению племён на базе этничности и выдвижению политических требований. Белые американцы встречали мало сопротивления своему экспансионизму. Уилл Кимлика (2000) писал: «Когда Соединенные Штаты покорили юго-запад в ходе войны с Мексикой в 1848 году, они… лишили коренных поселенцев их языковых прав и институтов, установили экзамены на грамотность, чтобы затруднить им голосование, и поощряли массовую миграцию в эту местность, чтобы испаноязычное население оказалось в меньшинстве».
Отцы-основатели США, провозглашая в Конституции США права и свободы народа Соединённых Штатов — американской нации — ограничивали её определённым этническим сообществом — белыми англосаксонскими протестантами. Не была исключена и возможность вхождения в американскую нацию представителей некоторых других народов Европы, например, германских протестантов — немцев и голландцев. Однако отношение к романским этносам — испанцам и французам, и, тем более, к латиноамериканцам, было значительно хуже: согласно отцам-основателям, данные этносы находились за пределами американской нации. По расовому признаку членами американской нации не считались чернокожие американцы вплоть до 1875 года и американские индейцы — вплоть до 1924 года. До середины XIX века в США действовало «правило одной капли крови», согласно которому «небелыми» считались те, кто имел чёрных или индейских предков вплоть до седьмого поколения. Первоначально американская нация понималась как расово-этническая, а не как гражданская общность. Согласно историку А. И. Уткину, американская национальная идентичность сохраняла расово-этническую основу вплоть до начала Второй мировой войны, когда США приняли большое число иммигрантов из стран Восточной и Южной Европы (поляки, евреи, итальянцы и др.).
По словам американского историка Артура Шлезингера:
Американский народ есть нация, состоящая из людей, которые добровольно сделали этот выбор; она вовсе не основана на этнических сообществах. Наши ценности — отнюдь не причуды и не результат случайного стечения обстоятельств. Нам дала их история. Они выстраданы нами, они зафиксированы в нашем житейском опыте и наших величайших документах, в наших традициях и обычаях. Наши ценности работают на нас, и поэтому мы живём с ними и готовы за них умереть.

## Расовые и этнические группы
Большую часть (69 %) современных американцев составляют белые европейского происхождения (евроамериканцы): немецкое происхождение имеют 15,2 % американцев, ирландское — 10,8 %, английское — 8,7 %, итальянское — 5,6 %, польское — 3,2 %, французское — 3 %.
Крупнейшее (13,5 %) расовое меньшинство составляют испаноамериканцы (американцы испанского или латиноамериканского происхождения): мексиканцы (7,3 %), пуэрториканцы (1,2 %), кубинцы (0,4 %) и др. Большинство из них проживает на западе и юге США, 50 % — в Калифорнии и Техасе. Следующей по численности расовой группой являются «чёрные» американцы (афроамериканцы), составляющие 12,3 % населения. Больше половины из них их проживает в южных штатах. Американцев азиатского происхождения — 10,2 млн чел. (3,6 %): китайцы (2,4 млн чел.), филиппинцы (1,8 млн чел.), индийцы (1,7 млн чел.), вьетнамцы (1,1 млн чел.), корейцы (1 млн чел.), японцы (796 тыс. чел.) и др. Около половины американцев азиатского происхождения проживает на западе США (штат Калифорния, Гавайи).
На президентских выборах 2008 одержал победу кандидат Барак Обама, который является сыном жителя республики Кения. Он стал первым в истории США президентом-афроамериканцем.
Индейцы США (чероки, навахо, чокто, сиу, оджибве-чиппева и др.) и аборигены Аляски (эскимосы и алеуты) имеют численность 2,5 млн чел. Большинство индейцев США (43 %) живёт на западе США, 31 % — на юге США.
К другим этническим группам американцев принадлежат шотландцы (4,9 млн чел.), норвежцы (4,5 млн чел.), арабы (1,2 млн чел.), чехи (1,2 млн чел.), датчане (1,4 млн чел.), голландцы (4,5 млн чел.), русские (2,6 млн чел.), украинцы (0,9 млн чел.) и др.
В среде потомков иммигрантов прошлых десятилетий сохраняется память об этническом происхождении и отдельные элементы этнической культуры, однако преобладающим является общеамериканское самосознание, включающее такие идеи, как американская исключительность, патриотизм, политический и экономический либерализм и основанное на американских культурных ценностях. Среди иммигрантов последних десятилетий сохраняется язык и связи со страной исхода. Большая их часть имеет уровень образования выше среднего американского и характеризуются как хорошо интегрированные в американское общество.
Всё большее распространение получают межрасовые и межэтнические браки. В последних переписях фиксируется смешанная этническая, а с 2000 года — также смешанная расовая принадлежность, чему способствуют политика мультикультурализма, которая в 1980-е годы сменила концепцию «плавильного котла» — ассимиляции меньшинств. Другими причинами являются изменения в законодательстве и действующие государственные программы, поддерживающие иммигрантов и направленные против расовой дискриминации. Однако в среде американцев сохраняются расизм и ксенофобия. В США действуют около 500 ультраправых групп расистской и неофашистской направленности. После терактов 11 сентября 2001 года среди американцев вырос уровень исламофобии.
По оценке социологического Исследовательского центра Пью, неравенство между белыми и темнокожими американцами прослеживается при анализе разницы в доходах между домохозяйствами белых (91 тысяч долларов) и темнокожих (57,1 тысяч долларов) семей в США. Аналогичный вывод позволяют сделать другие показатели: уровень бедности (белые — 7 %, темнокожие — 19 %), количество семей, имеющих собственное жильё (белые — 75 %, темнокожие — 46 %), ожидаемая продолжительность жизни (белые — 79 лет, темнокожие — 76 лет).

### Субэтнические группы белых американцев
- Американцы немецкого происхождения (47 911 129 чел.; 16,50 % от всей численности населения)
- Американцы ирландского происхождения (35 186 074 чел.; 11,50 % от всей численности населения)
- Американцы английского происхождения (26 349 212 чел.; 9,00 % от всей численности населения)
- Американцы[уточнить] (20 875 080 чел.; 6,75 % от всей численности населения)
- Италоамериканцы (17 488 984 чел.; 5,65 % от всей численности населения)
- Американцы польского происхождения[англ.] (9 660 864 чел.; 3,12 % от всей численности населения)
- Американцы французского происхождения (8 891 224 чел.; 2,87 % от всей численности населения)
- Американцы шотландского происхождения[англ.] (5 562 022 чел.; 1,79 % от всей численности населения)
- Американцы еврейского происхождения (5,5 — 8 млн чел.; 1,7 % — 2,6 % от всей численности населения)
- Американцы нидерландского происхождения[англ.] (4 687 636 чел.; 1,51 % от всей численности населения)
- Американцы норвежского происхождения[англ.] (4 491 712 чел.; 1,45 % от всей численности населения)
- Американцы русского происхождения (3,13 млн чел.)
- Американцы армянского происхождения (2 000 000 чел.; 1 % от всей численности населения)
- Американцы азербайджанского происхождения (14,205[25], иранские азербайджанцы 40,400[25] (перепись 2000 года))

## Языки
Преобладающим является американский вариант английского языка, которым пользуется 82 % американцев. Распространён также испанский язык (11 %) и языки других этнических меньшинств.
Американский «плавильный котел» сформировался в основном на основе культуры «белых англосаксонских протестантов», непременной составляющей которой является английский язык, который, однако даже законодательно не закреплён в качестве официального. Английский язык в США носит не просто инструментальный характер как средство общения представителей различных культур (как английский в Индии или ЮАР, где он выполняет роль лингва франка), но в первую очередь служил средством аккультурации тех, кто становился частью нации.

## Культура
Американская идентичность основана, в частности, на американских культурных ценностях, таких как национальные праздники и национальная символика, спорт (бейсбол, баскетбол), стандарты массовой культуры и др. Основные праздники американцев имеют историческое (День независимости, День благодарения, День ветеранов и др.) и религиозное христианское происхождение (Рождество). Отдельные праздники были восприняты из культур этнических меньшинств (День святого Патрика, Хэллоуин, Ханука и др.).
Американское кино, телевидение, блюз, джаз, рэп и рок служат фундаментом мировой массовой культуры. Именно в США впервые появился интернет, массовый автомобиль, получили развитие информационные технологии и, будучи одной из ведущих экономических и военных держав мира, она во многом определяет образ жизни остального человечества.
США занимают доминирующее положение в научной сфере. Число выданных патентов составляет 77 501. Доля в общем выпуске научной продукции — 21,2 %. На американцев приходится больше Нобелевских премий и больше научных работ в реферируемых журналах, чем на граждан любой другой страны. Даже мировой финансовый кризис не стал помехой для науки — её финансирование велось опережающими темпами — 6,5 % при росте ВВП только на 3,3 %. Причём в последнее время рост расходов на науку идёт главным образом за счёт частных источников.
США также привлекательны для молодых учёных всего мира — почти 40 % американских учёных и инженеров родились за границей, причём процент приезжих среди держателей магистерских и докторских степеней неуклонно увеличивается (в 2003—2007 годах на 2 %).

## Религия
Верующие представлены преимущественно протестантами (баптисты, методисты и др.), меньшая часть являются католиками. Распространены группы иудеев, мусульман, православных, приверженцев различных нетрадиционных культов. Среди американцев вплоть до настоящего времени отмечается высокий уровень религиозности.
Американское правительство не ведёт официальной статистики по религии. «Всемирная книга фактов ЦРУ» приводит следующие данные на 2018 год: 46,5 % населения США — протестанты, 20,8 % — католики, 1,6 % — мормоны, 0,9 % — члены других христианских конфессий, 1,9 % — иудеи, 0,9 % — мусульмане, 0,8 % — Свидетели Иеговы, 0,7 % — буддисты, 0,7 % — индуисты, 1,8 % — другие, 22,8 % — не относящиеся ни к одной религиозной группе.